# 毛利高丘
毛利 高丘（もうり たかおか）は、江戸時代中期の大名。豊後国佐伯藩の第7代藩主。官位は従五位下・周防守。

## 略歴
佐伯藩嫡子で廃嫡された毛利高通（6代藩主・高慶の長男）の長男として誕生。幼名は寅太郎。
祖父・高慶の嫡男であった父・高通は、病気のために享保4年（1729年）に廃嫡された。代わって叔父の高能が嫡子となった。しかし、元文5年（1740年）1月24日に叔父高能が死去し、同年5月12日に高丘が祖父・高慶の嫡孫となる。寛保2年（1742年）8月7日、祖父・高慶の隠居により家督を継ぐこととなった。延享元年（1744年）2月15日、8代将軍徳川吉宗にお目見えする。延享2年（1745年）10月18日、従五位下周防守に叙任する。
高丘の治世は、名君と呼ばれた祖父・高慶時代の末期から始まっていた社会不安などから領民の他国への逃散が相次ぐなど、その治世は多難を極めた。このような中で宝暦10年（1760年）6月16日、33歳で死去した。跡を次男・高標が継いだ。法号は蘭陵院香全性大居士。

## 系譜
父母
- 毛利高通（実父）
- 藤田氏 ー 正室（実母）
- 毛利高慶（養父）

正室
- 鳥居忠瞭の娘

側室
- 佐原氏

子女
- 毛利高標（次男）生母は正室
- 花房正応（三男）
- 秋田季済（四男）
- 滝川一貞[1]（五男）
- 戸田忠如婚約者後に本庄道利正室